# Rothwell (Lincolnshire)
Rothwell è un villaggio e parrocchia civile dell'Inghilterra, appartenente alla contea del Lincolnshire.